# 앱솔루틀리 패뷸러스

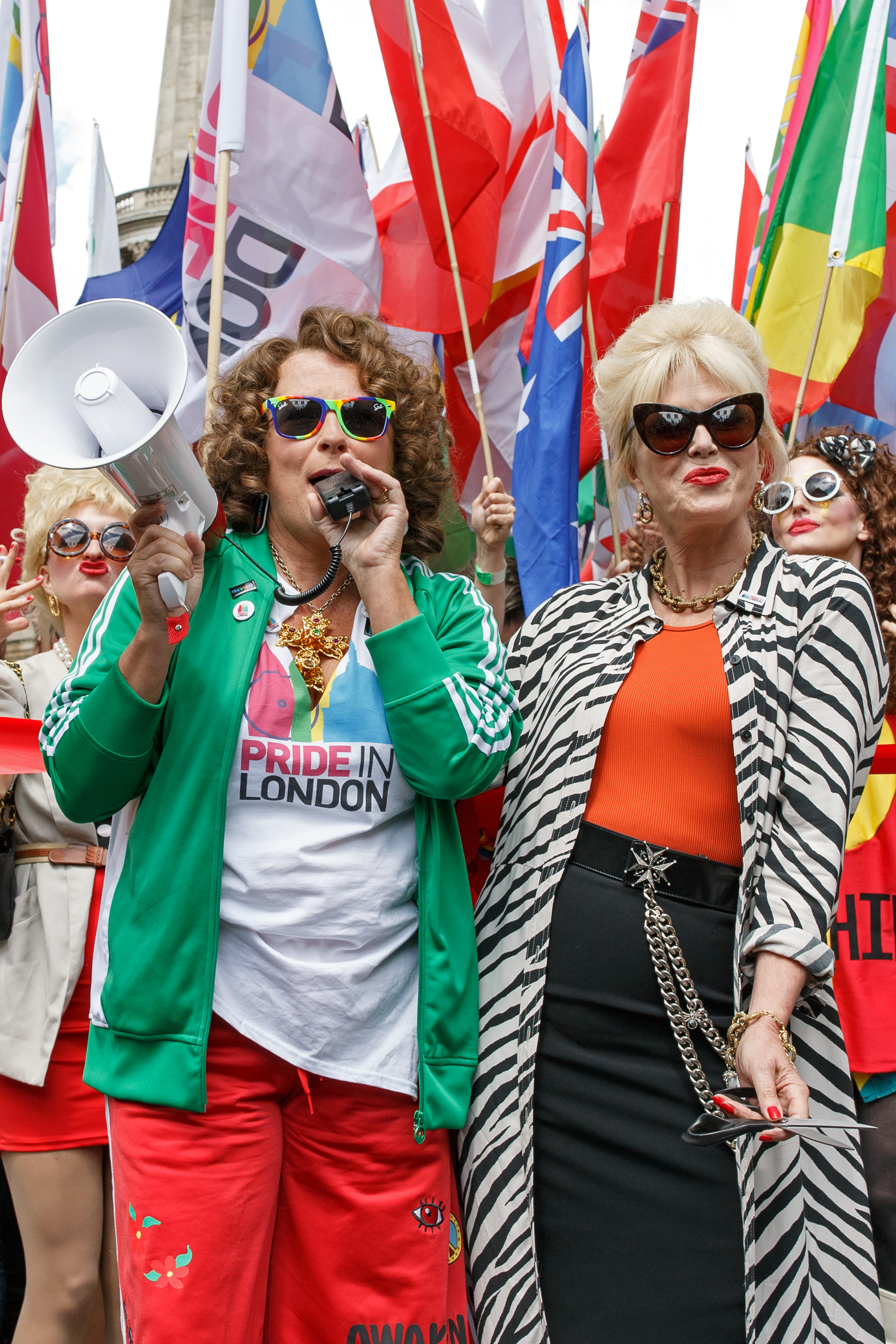

《앱솔루틀리 패뷸러스》(Absolutely Fabulous)는 1992년부터 BBC에서 방영된 영국의 시트콤이다. 2012년 5월 런던 올림픽 개최에 맞춘 특별편이 방영되었고, 2016년에 영화화되었다.

## 같이 보기
- 영국의 텔레비전 드라마 목록